# Kazanga Makok
Kazanga Saigon Makok (* 12. Dezember 1966) ist ein ehemaliger kongolesischer Mittelstreckenläufer.
Makok nahm an den Olympischen Sommerspielen 1988 in Seoul teil. Im Wettlauf über 800 m schied er im Vorlauf aus.